# Exosphaeroma inornata
Exosphaeroma inornata är en kräftdjursart som beskrevs av Dow 1958. Exosphaeroma inornata ingår i släktet Exosphaeroma och familjen klotkräftor. Inga underarter finns listade i Catalogue of Life.